# Вустров (Вендланд)
Вустров (нем. Wustrow) — город в Германии, в земле Нижняя Саксония.
Входит в состав района Люхов-Данненберг. Подчиняется управлению Люхов (Вендланд). Население составляет 2994 человека (на 31 декабря 2010 года). Занимает площадь 29,90 км². Официальный код — 03 3 54 026.